# Micheline Lannoy
Micheline Lannoy (Brussel, 31 januari 1925 – 18 maart 2023) was een Belgisch kunstschaatser.

## Levensloop
Samen met haar schaatspartner Pierre Baugniet won zij goud voor België op de Olympische Winterspelen 1948. Dit was voor België de eerste gouden medaille ooit op de Olympische Winterspelen.
Lannoy overleed op 18 maart 2023 op 98-jarige leeftijd.

## Titels
- Goud Olympische Spelen: 1948
- Wereldkampioen: 1947, 1948
- Europees kampioen: 1947
- Belgisch kampioen: 1944, 1945, 1946, 1947
- Nationale trofee voor sportverdienste: 1947